# Die Bühne (1964)

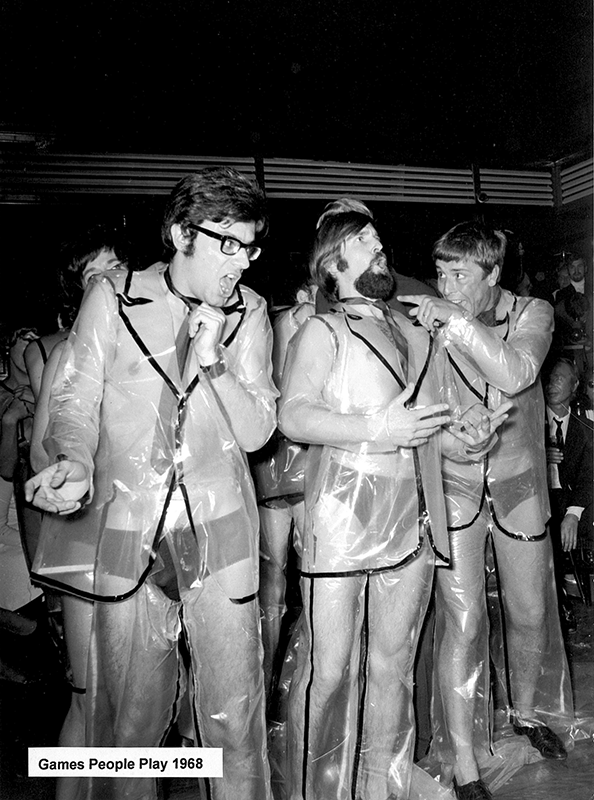
Die Bühne bei einer Aufführung Ihrer Eigenproduktion „Games people play – Spiele der Gespielten“

Die Bühne, später Die Bühne – Experimentiertheater Düsseldorf, war eine 1964 von dem US-Amerikaner Ernest Martin gegründete Düsseldorfer Theatergruppe.

## Geschichte
Die Bühne entstand 1964 an der Düsseldorfer Volkshochschule. Gegründet wurde die aus Laienschauspielern bestehende Theatergruppe von dem US-amerikanischen Theaterregisseur, Intendanten und Schauspieler Ernest Martin, der sie bis 1987 leitete. Zwanzig Menschen im Alter von 20 bis 29 Jahren, wie „Hausfrauen, Angestellte, Dolmetscherinnen, Dekorateure und Mannequins“ gehörten laut einem Bericht des SPIEGELs 1970 der Theatergruppe an.
Im Jahr 1968 erfolgte eine Namensänderung. Die Gruppe nannte sich nun „Die Bühne – Experimentiertheater Düsseldorf“. Aufgrund ihrer oft gespielten und erfolgreichen Eigenproduktionen Ich sehe mich dich sehen und Oedipustelex erhielt die Gruppe 1979 den Förderpreis der Stadt Düsseldorf.

## Programm
Aufsehen erregte die Arbeit der Theatergruppe Die Bühne weniger durch die Inszenierung vorgegebener Theaterstücke zeitgenössischer Autoren wie beispielsweise Sechs Personen suchen einen Autor von Luigi Pirandello oder Aus dem Leben der Insekten von den Gebrüdern Capek (Karel Čapek und Josef Čapek) als durch die Produktion selbst fabrizierter Theaterstücke. Den Beginn dieser Serie von Eigenproduktionen bildete 1966 das Werk Ballade für einen Parasiten, dem 1968 Time out of Mind – Zeit außerhalb des Geistes folgte.
„In den Inszenierungen verwirklichte Ernest Martin seine Vorstellung eines experimentellen Theaters, das ohne eine herkömmliche Erzählstruktur sich ausschließlich auf das gleichzeitige Zusammenspiel von Sprache, Mimik, Gestik, Bewegung, Licht, Ton, Film, Fernsehen, Zeit und Raum konzentrierte. An diesem Konzept, Stücke selbständig zu entwickeln, hielt die „Bühne“ bis Anfang der achtziger Jahre fest. Von großer Bedeutung für die Entwicklung der Theatergruppe waren die Eigenproduktionen Ich sehe mich dich sehen (1975) und Oedipustelex (1978), die über 100 mal bei Gastspielen im In- und Ausland (u. a. in Köln, Hamburg, Bremen, Wuppertal, Hannover, Paris, Rom, Kopenhagen und den Haag) gespielt wurden.“ (Quelle: Offizielle Website von Ernest Martin)

### Auswahl an Inszenierungen
- 1965: Sechs Personen suchen einen Autor von Luigi Pirandello
- 1966: Ballade für einen Parasiten (Eigenproduktion)
- 1967: Aus dem Leben der Insekten von den Gebrüdern Čapek
- 1968: Time out of Mind – Zeit außerhalb des Geistes (Eigenproduktion)
- 1968: Games People Play – Spiele der Gespielten (Eigenproduktion)
- 1969: The Electric Environment oder Warum Karl-Heinz lange Haare trägt (Eigenproduktion)
- 1970: Cerebrum und Kontakt – Contact (Eigenproduktion)
- 1975: Ich sehe mich dich sehen (Eigenproduktion)
- 1978: Oedipus Telex (Eigenproduktion)
- 1981: Alice in Wonderland oder Der bewusste Traum (Eigenproduktion)
- 1982: Marat/Sade von Peter Weiss
- 1983: Publikumsbeschimpfung von Peter Handke
- 1986: Die Unterrichtsstunde von Eugène Ionesco
- 1986: Rashomon nach dem Film von Akira Kurosawa
- 1987: Arsen und Spitzenhäubchen von Joseph Kesselring

## Presse
Der Spiegel-Reporter Fritz Rumler schreibt in seinem Artikel Aus Leiberknödeln steigt orgiastischer Gesang vom 25. Mai 1970 über die Bühne folgendes:

„Es war, natürlich, nur Theater; freilich, ungewöhnliches Theater. Im ‚Grünen Gewölbe‘ der Düsseldorfer Rheinhalle begab sich, was manches heißen kann – psychedelisches, orgiastisches, rituelles, grausames, therapeutisches oder totales Theater; den Hausmeister erinnerte es auch an „Schweinkram“.
Es erinnerte eher an die Off-Off-Kunst des New Yorker ‚Open Theatre‘, an das ‚Living Theatre‘, ans Psychodrama der Gruppentherapie, und in diesem Genre ist die Düsseldorfer ‚bühne 70‘ für Deutschland ein fabelhaftes, sehenswertes Unikum.“

## Auszeichnungen
- 1979: Förderpreis der Stadt Düsseldorf

## Sonstiges
- Die deutsche Performance-Künstlerin und Fotografin Monika Baumgartl war von 1969 bis 1970 Mitglied der Bühne.
- Aus Anlass des 85. Geburtstags von Ernest Martin würdigte das Theatermuseum der Landeshauptstadt Düsseldorf 2017/18 die Leistungen des afroamerikanischen Künstlers mit der umfassenden Retrospektive "Wie alles begann... Ernest Martin und Düsseldorfs Freie Szene seit den 1960er Jahren".